# Musée Carnavalet

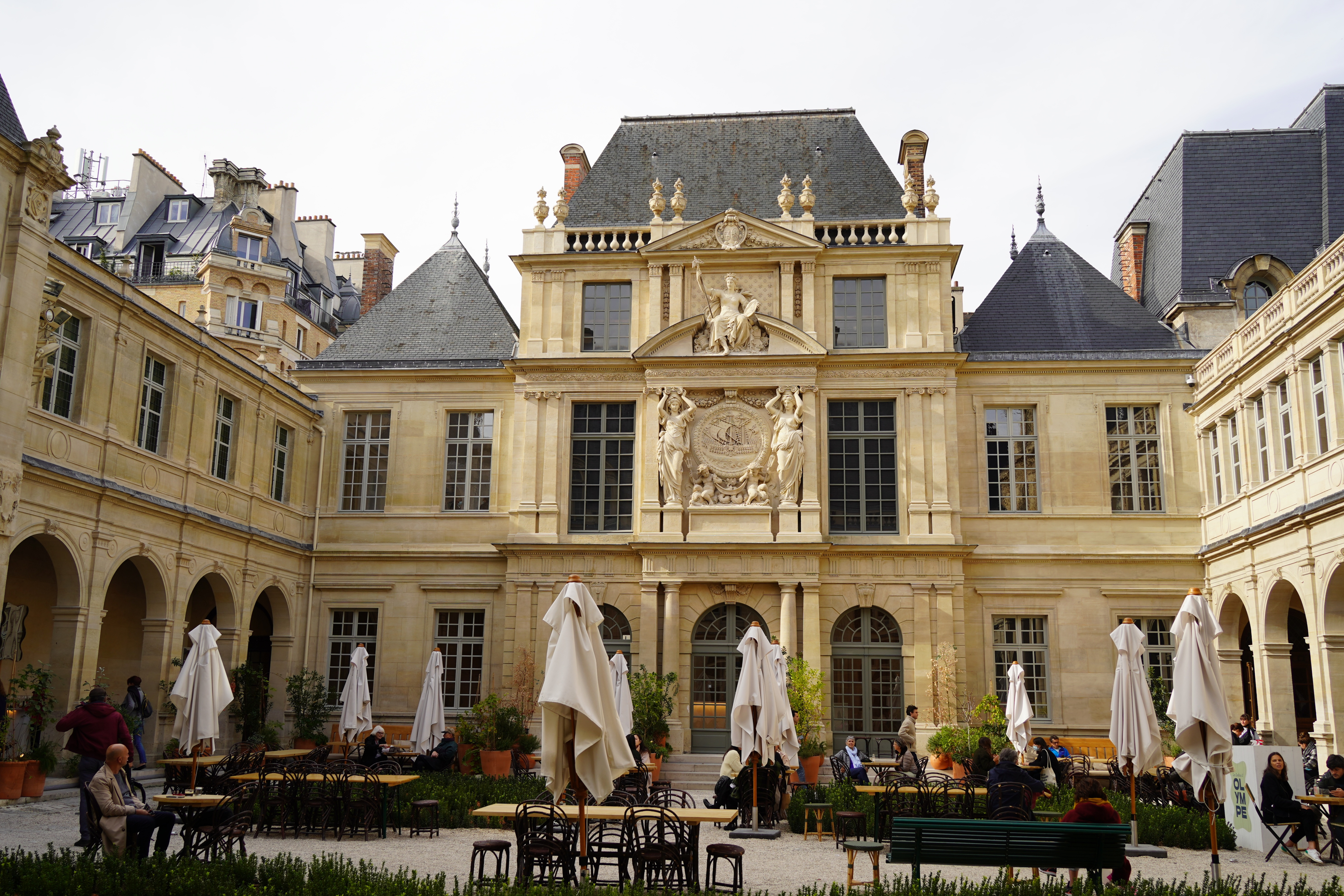
Hôtel de Carnavalet, Cour des Drapiers

Das Musée Carnavalet ist ein städtisches Pariser Museum im Stadtteil Marais, in der Rue de Sévigné Nr. 23, 3. Arrondissement. Es ist der Stadtgeschichte von ihren Ursprüngen bis zur Gegenwart gewidmet. Sein Name leitet sich von dem  Hôtel particulier (Stadtpalais) ab, in dem es untergebracht ist und das sich seit 1866 im Besitz der Stadt Paris befindet. Es ist eines der 14 Museen der Stadt Paris, die seit dem 1. Januar 2013 von der städtischen Einrichtung Paris Musées verwaltet werden.

## Hôtel Carnavalet

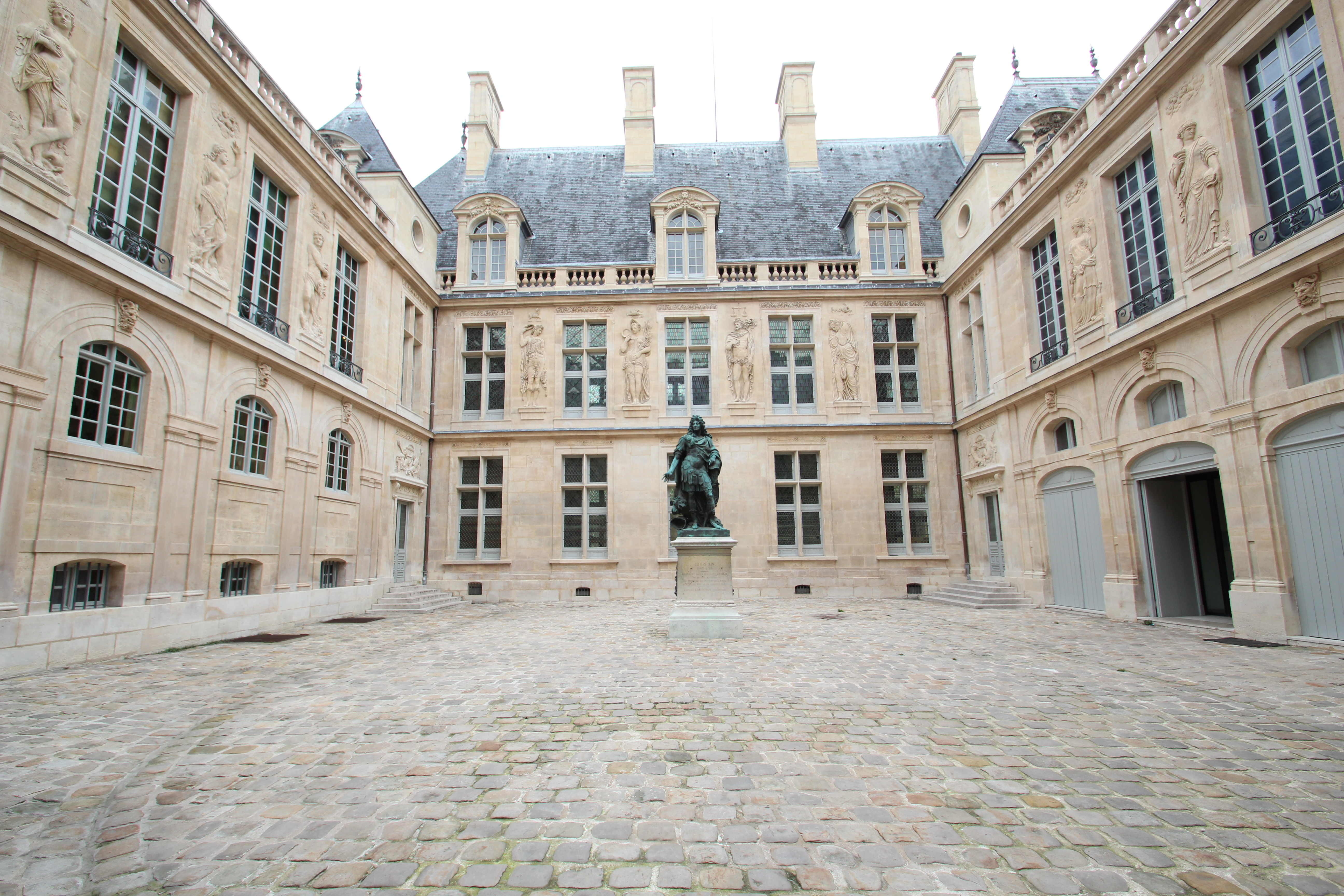
Cour Louis XIV

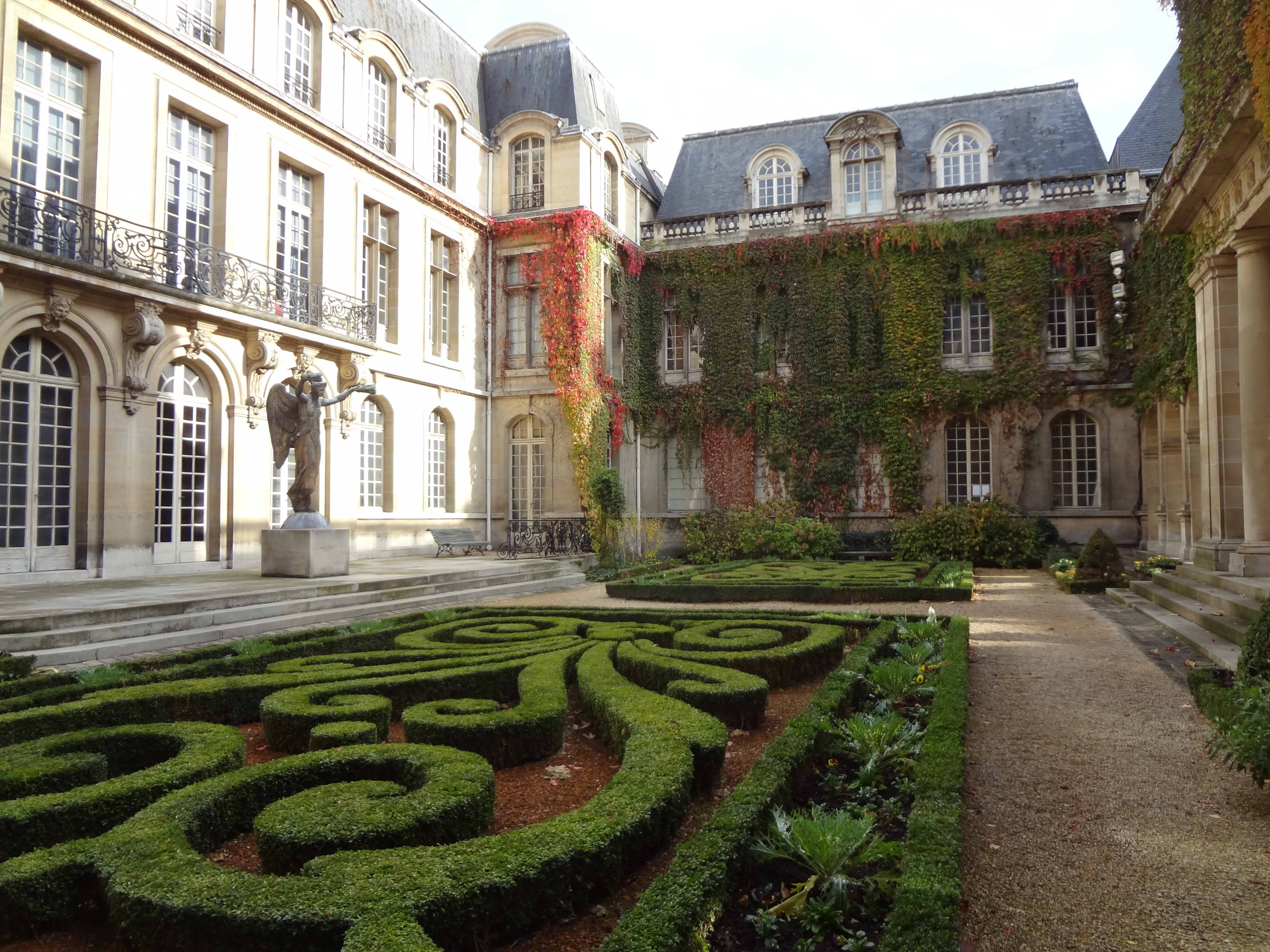
Garten

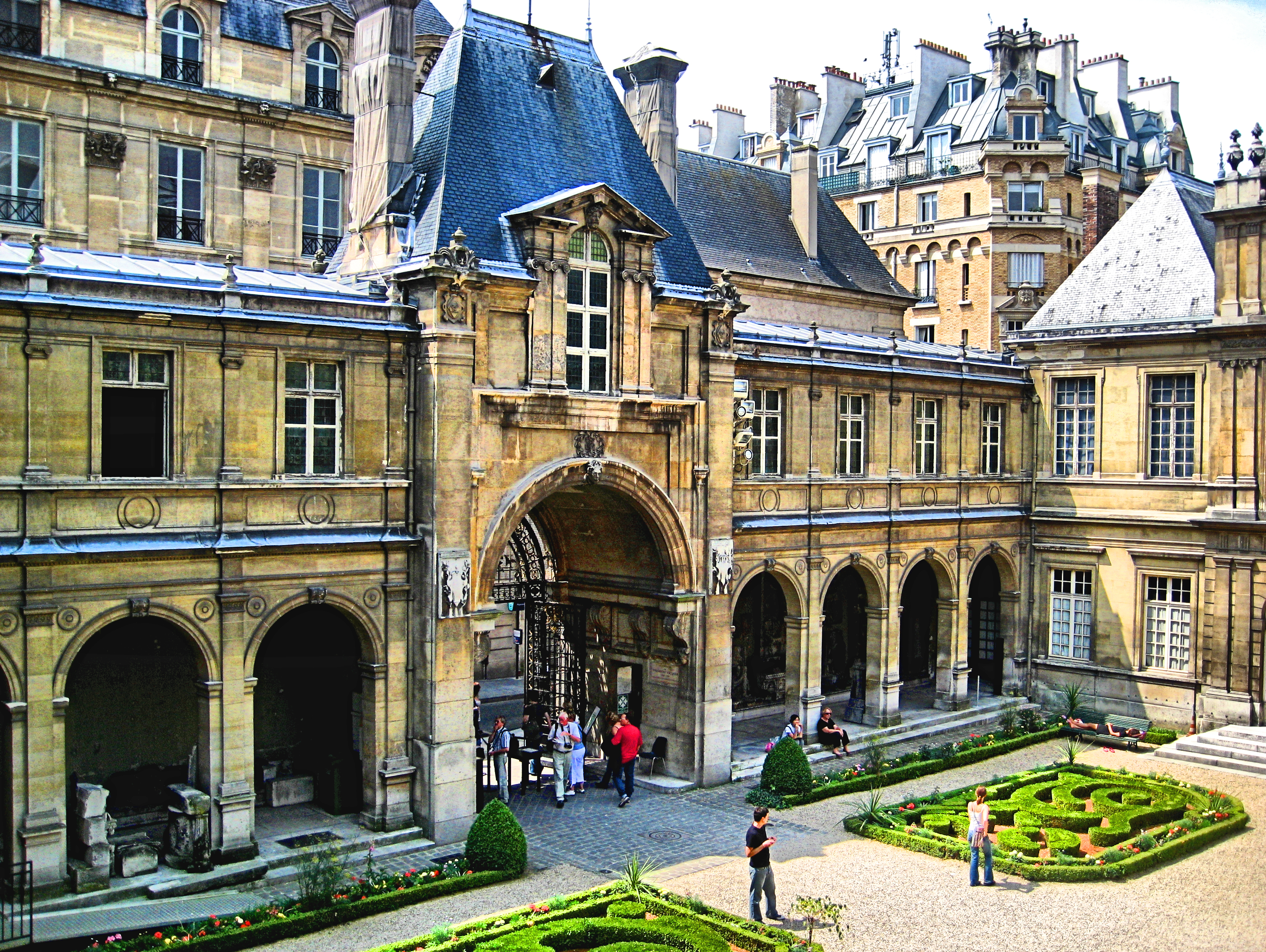
Nazareth-Tor der Cour des Drapiers

In den Jahren 1548 bis 1560 ließ der einflussreiche Präsident des Parlement de Paris (Gerichtshof) sich auf dem gerade parzellierten Klostergrund der Priorei Sainte-Catherine-du-Val-des-Écoliers diesen Stadtpalast im Stil der Renaissance errichten. Dieser rief die Bewunderung seiner Zeitgenossen hervor und ist heute der einzige noch bestehende Pariser Stadtpalast aus der Mitte des 16. Jahrhunderts. Er kann, auch wenn dies historisch nicht belegbar ist, „mit ziemlicher Sicherheit Pierre Lescot zugeschrieben werden“, doch werden neben Lescot – ebenfalls ohne Nachweis – auch die Namen der Architekten Jean Bullant und Androuet du Cerceau genannt. Einzig bekannt ist der maître maçon namens Nicolas Dupuy, also der Maurermeister, der als Unternehmer fungierte. Für den Skulpturenschmuck war mit hoher Wahrscheinlichkeit Jean Goujon oder seine Werkstatt verantwortlich. In der Folgezeit wurde das Hôtel Carnavalet dreimal umgebaut, unter anderem zwischen 1654 und 1660 nach Entwürfen von François Mansart. Dieser versah „Eingangsbau und Galerien mit einem voll ausgebauten Obergeschoss“, respektierte aber den Vorgängerbau, insbesondere den Haupttrakt, und auch das Portal von Lescot.
Der Name „Carnavalet“ ist eine Verballhornung des Familiennamens von Françoise de La Baume-Montrevel, verwitwete Kernevenoch oder Kernevenoy, der zweiten Besitzerin des Hôtel Carnavalet.
Die berühmteste Bewohnerin des Hauses war Marquise de Sévigné, die es 1677 für sich und die Familie ihrer Tochter gemietet hatte und die bis zu ihrem Tod 1696 darin lebte.

## Sammlung
Im Museum befinden sich die Einbäume von Bercy und Exponate von der Zeit des Imperium Romanum bis zur Gegenwart. Dazu zählen unter anderem gotische Skulpturen, ein Stadtmodell der Île de la Cité des 16. Jahrhunderts, einige Bilder der Stadt aus dem 17. Jahrhundert wie auch Gebrauchsgegenstände aus verschiedenen Jahrhunderten. Eine Besonderheit stellt die Uhrensammlung dar, bei der, anders als in den meisten Museen, viele Uhren auch betrieben werden. Dieses Umstandes wird der Museumsbesucher besonders zur vollen Stunde gewahr, wenn die Schlagwerke der über viele Salons verteilten Uhren nahezu zeitgleich die Stunde schlagen.
Das Museum ist nach mehrjährigen Renovierungsarbeiten, an denen das norwegische Architekturbüro Snøhetta, Agence NC (Nathalie Crinière) und Chatillon Architectes beteiligt waren, seit März 2021 wieder geöffnet.

## Ausstellungen (Auswahl)
- 2015: Napoleon et Paris. Rêves d’une capitale. Katalog.
- 2022: Marcel Proust - Un roman parisien[4]

## Bilder

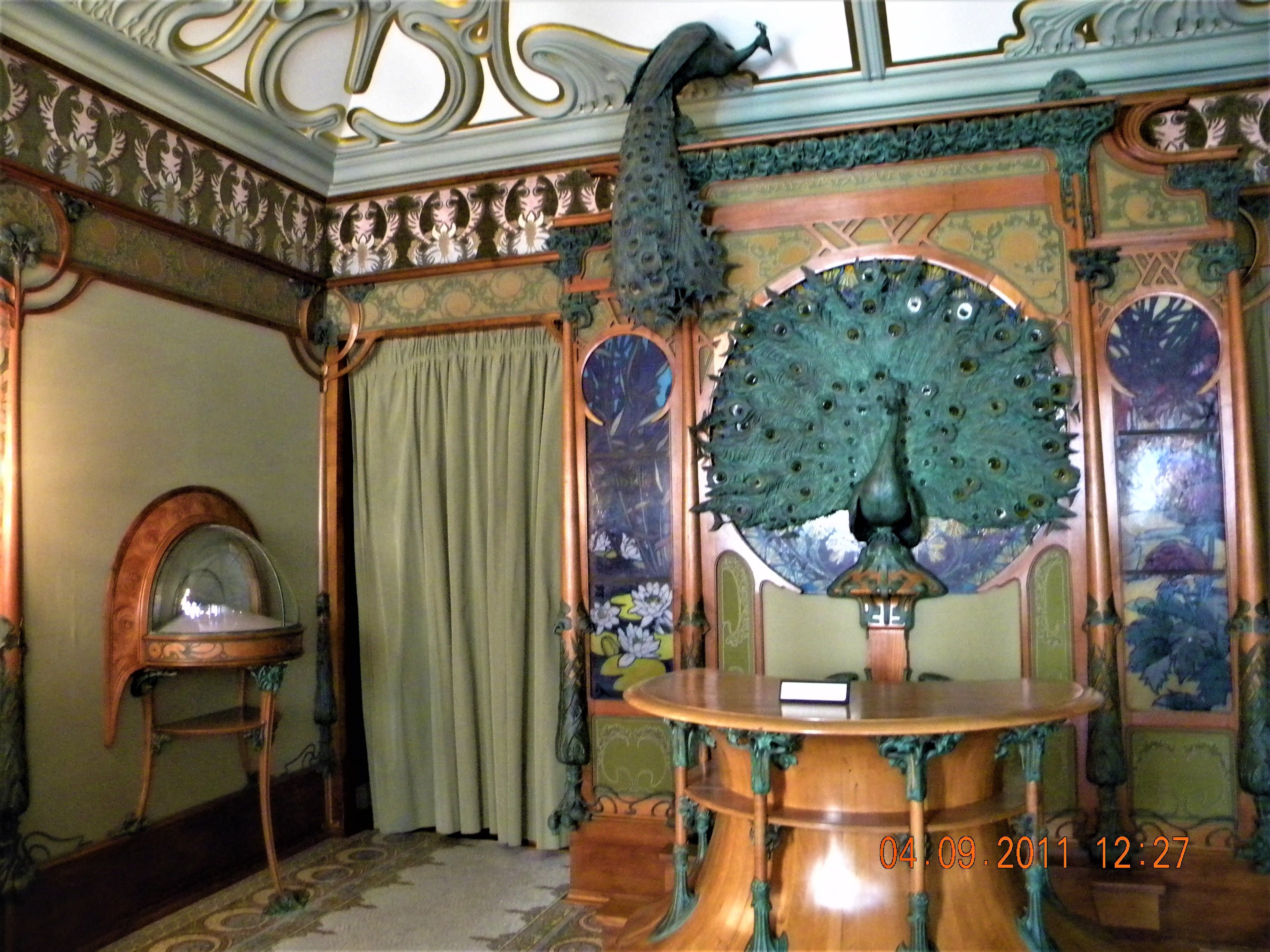
Ladeneinrichtung des Goldschmieds und Juweliers Georges Fouquet, entworfen von Alfons Mucha 1901
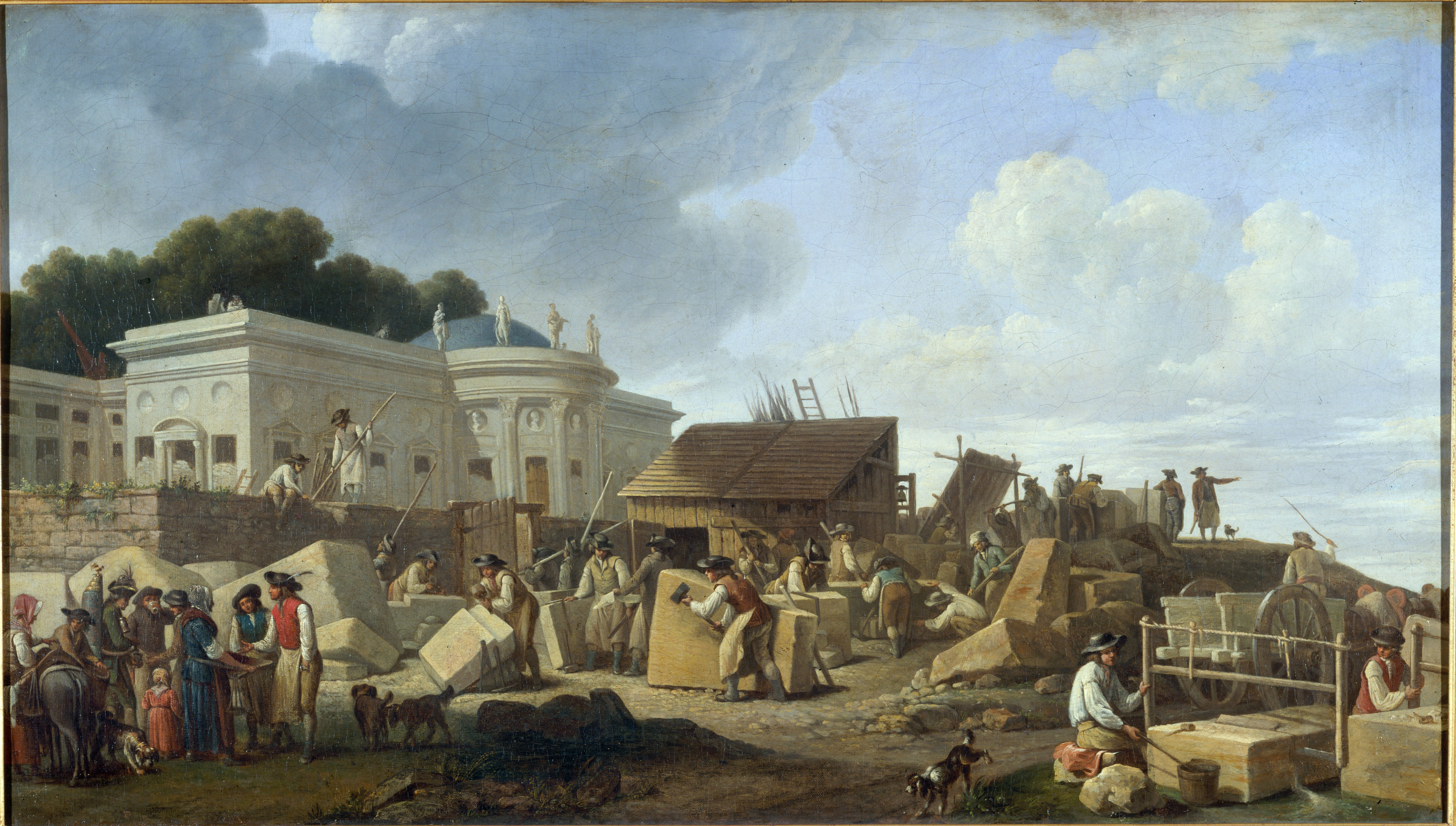
La construction de l'hôtel de Salm
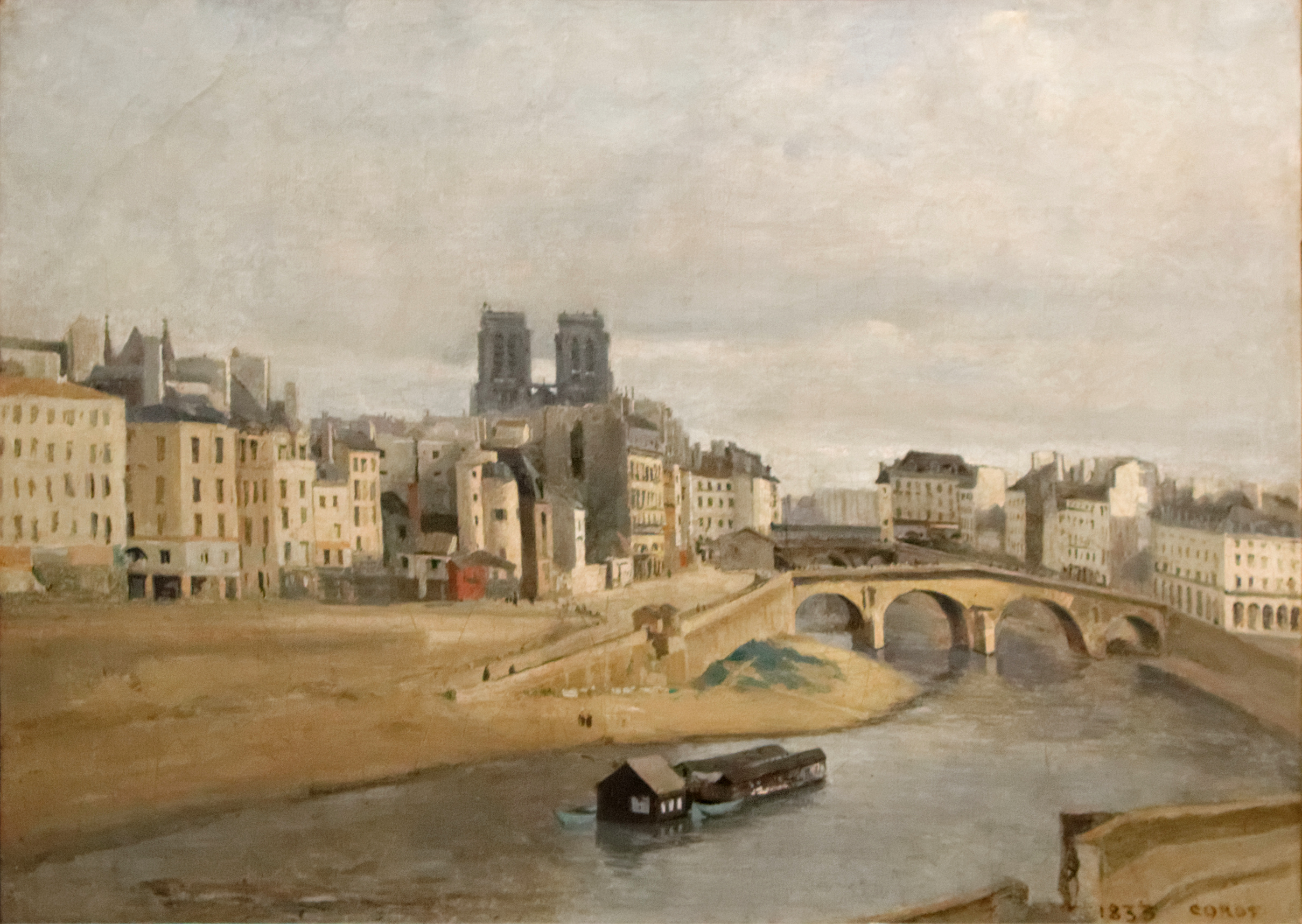
Corot: Quai des Orfèvres
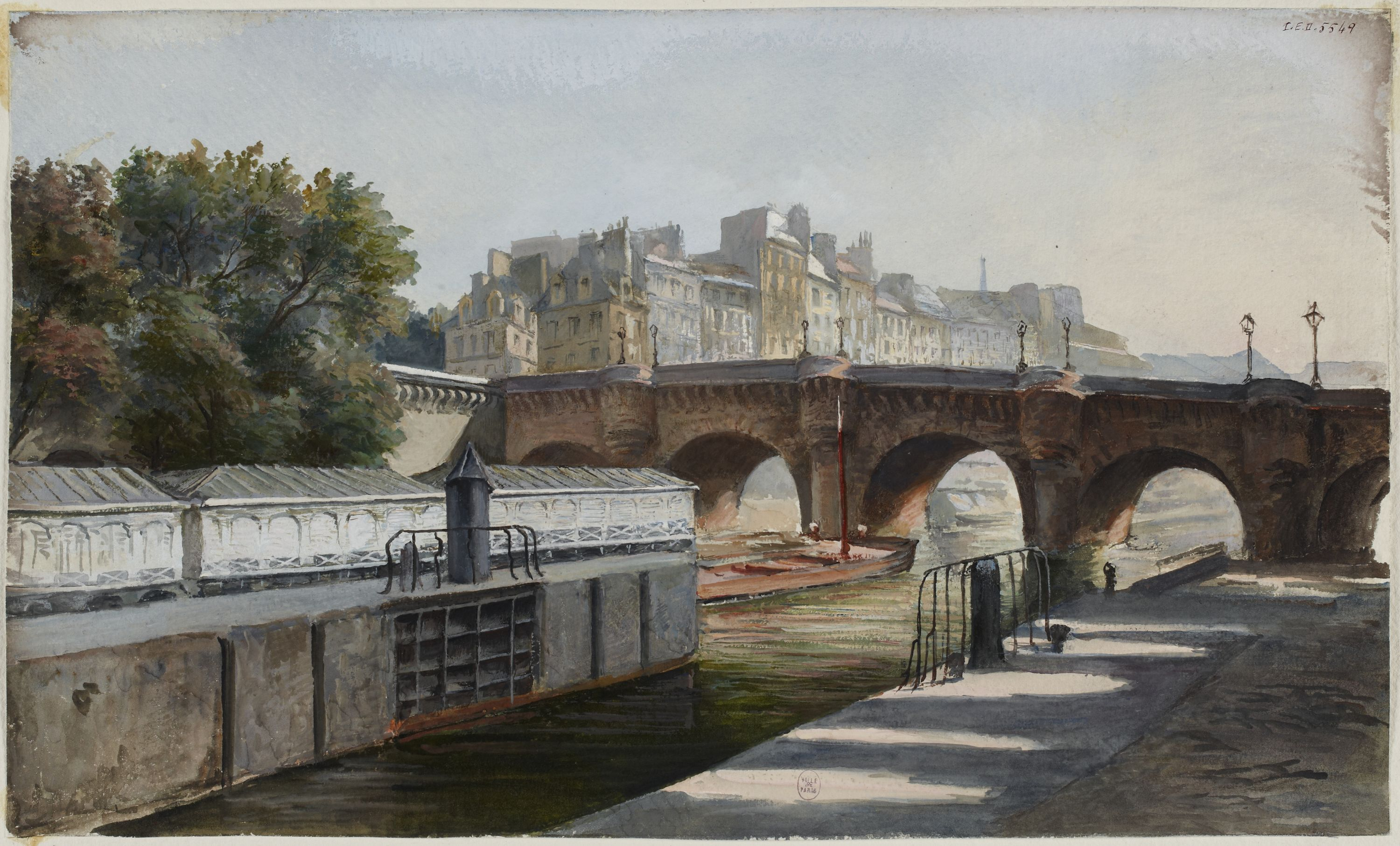
Hermine Waternau: Vue de la Seine au Pont-Neuf
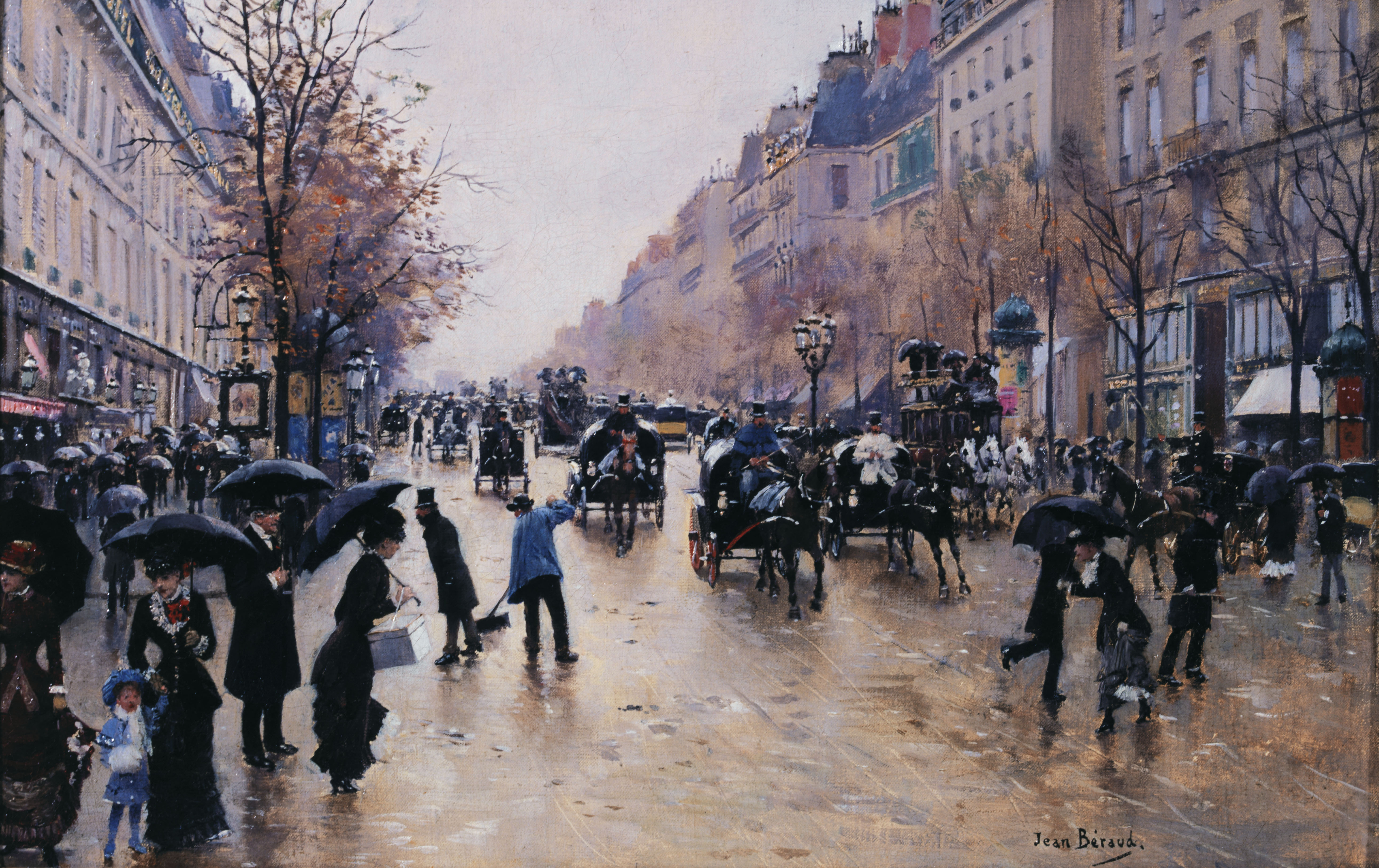
Béraud: Boulevard Poissonière
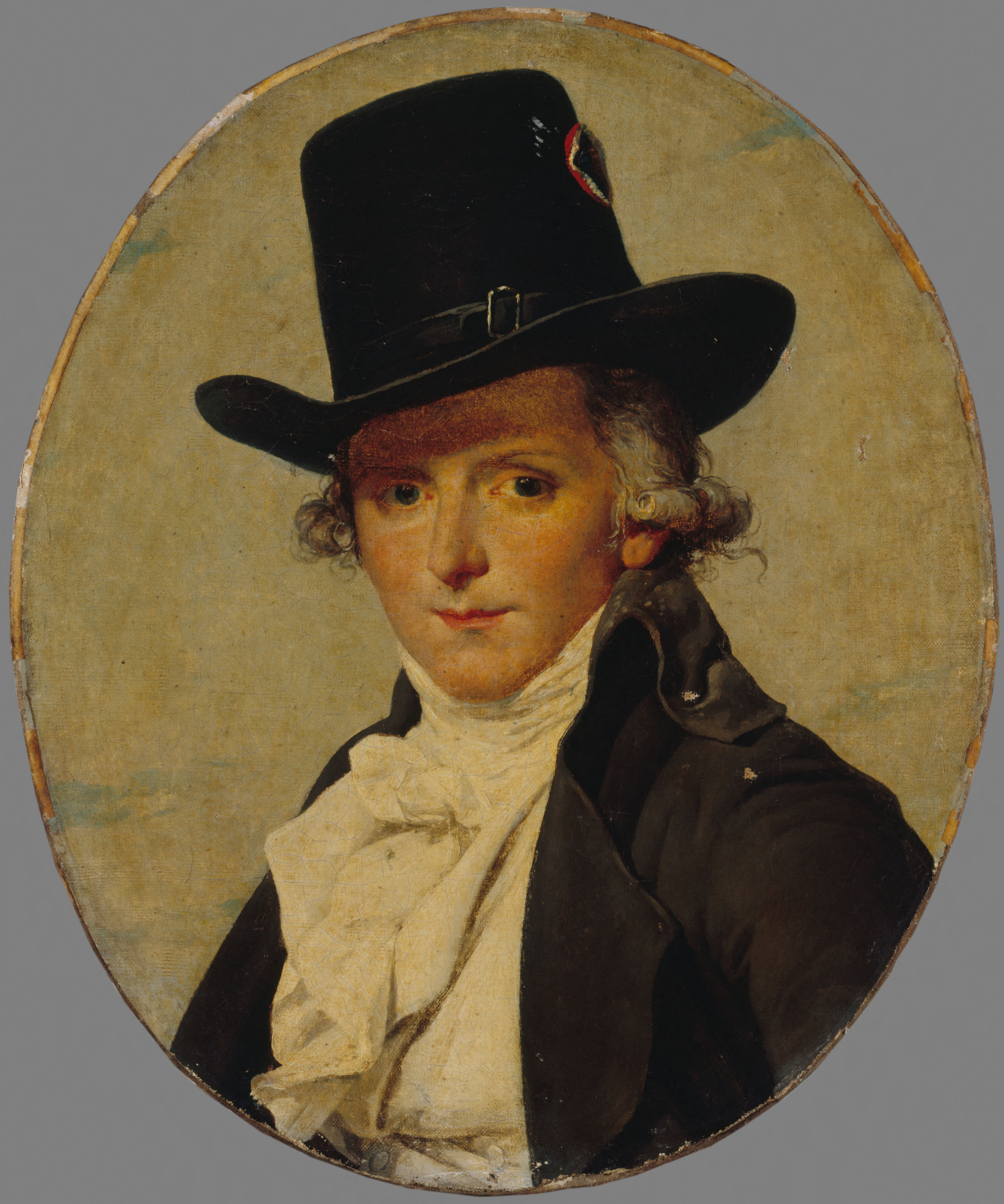
Jacques-Louis David: Pierre Sériziat